# 北江市
北江市（越南语：／）是越南北寧省省莅，距離首都河內約50公里。 北江市面積66.77平方千米，2019年总人口201595人。

## 地理
北江市东接陆南县，北接新安县和谅江县，西接越安市社，南接北宁省桂武市社，东南接海防市至灵市。

## 历史
1999年5月11日，寿昌社分设为寿昌坊和寿江坊，黎利坊和郢计社析置黄文树坊。
2003年12月，北江市社被评定为第三级城市。
2005年6月7日，北江市社改制为北江市。
2010年9月27日，谅江县郢池社和安勇县双溪社、新美社、新进社、同山社划归北江市管辖。
2013年12月31日，黄文树坊、寿昌坊、郢计社部分区域和昌江社合并为昌江坊，黄文树范部分区域和郢计社合并为郢计坊，多枚社改制为多枚坊，寿昌坊和黄文树坊部分区域划归吴权坊管辖，昌江社部分区域划归寿昌坊管辖，郢计社部分区域划归黄文树坊管辖。
2014年12月3日，北江市被评定为第二级城市。
2024年7月31日，越南政府评定北江都市（包括北江市和安勇县）为第二级城市。
2024年9月28日，越南国会常务委员会通过决议，自2025年1月1日起，安勇县并入北江市；陈元扞坊并入吴权坊，黎利坊并入陈富坊，老户社和新安市镇合并为新安坊，郢池社改制为郢池坊，新进社改制为新进坊，新美社改制为新美坊，双枚社改制为双枚坊，同山社改制为同山坊，双溪社改制为双溪坊，岩骈市镇改制为岩骈坊，新柳社改制为新柳坊，内黄社改制为内黄坊，前锋社改制为前锋坊，境瑞社改制为境瑞坊，香涧社改制为香涧坊。

## 行政区划
北江市下辖21坊10社，市人民委员会位于新进坊。
- 境瑞坊（Phường Cảnh Thụy）
- 多枚坊（Phường Đa Mai）
- 郢計坊（Phường Dĩnh Kế）
- 郢池坊（Phường Dĩnh Trì）
- 同山坊（Phường Đồng Sơn）
- 黃文樹坊（Phường Hoàng Văn Thụ）
- 香涧坊（Phường Hương Gián）
- 美杜坊（Phường Mỹ Độ）
- 吳權坊（Phường Ngô Quyền）
- 岩骈坊（Phường Nham Biền）
- 内黄坊（Phường Nội Hoàng）
- 雙溪坊（Phường Song Khê）
- 雙枚坊（Phường Song Mai）
- 新安坊（Phường Tân An）
- 新柳坊（Phường Tân Liễu）
- 新美坊（Phường Tân Mỹ）
- 新進坊（Phường Tân Tiến）
- 壽昌坊（Phường Thọ Xương）
- 前锋坊（Phường Tiền Phong）
- 陳富坊（Phường Trần Phú）
- 昌江坊（Phường Xương Giang）
- 同福社（Xã Đồng Phúc）
- 同越社（Xã Đồng Việt）
- 德江社（Xã Đức Giang）
- 朗山社（Xã Lãng Sơn）
- 琼山社（Xã Quỳnh Sơn）
- 进勇社（Xã Tiến Dũng）
- 置安社（Xã Trí Yên）
- 思迈社（Xã Tư Mại）
- 春富社（Xã Xuân Phú）
- 安闾社（Xã Yên Lư）

## 交通
- 越南鐵路
  - 河同線：北江站